# XLink
XML Linking Language або XLink — це розроблена в консорціумі W3C мова розмітки, що дозволяє вставляти в XML документи елементи, щоб створити і описати посилання між ресурсами. Вона використовує синтаксис XML, щоб створити структури, які зможуть описати як прості однонаправлені посилання сьогоднішнього HTML, так і складні посилання.
Посилання в XML складається з двох частин: XLink і XPointer. XLink (англ. XML Linking Language, Розширювана мова з'єднань) визначає, як один документ зв'язується з іншим. XPointers (англ. XML Pointer Language, Розширювана мова вказівників) описує, як зв'язуються окремі частини документів. XLink указує на універсальний локатор ресурсу (URI), який встановлює окремий ресурс. XLink призначений виключно для роботи з документами XML.

## Специфікація XLink
XLink 1.0 лишається поточною версією XLink, відтоді як 27 червня 2001 вона набула статусу рекомендації W3C (W3C Recommendation). XLink 1.1 теж має такий статус від  06 травня 2010.